# Episodi di Weird City
La prima stagione di Weird City, di 6 episodi, viene pubblicata su YouTube Premium dal 13 febbraio 2019. In Italia viene pubblicata con i sottotitoli in italiano.
| n° | Titolo originale                         | Titolo italiano                          | Pubblicazione    |
| -- | ---------------------------------------- | ---------------------------------------- | ---------------- |
| 1  | The One                                  | La persona giusta                        | 13 febbraio 2019 |
| 2  | A Family                                 | Una famiglia                             | 13 febbraio 2019 |
| 3  | Go to College                            | Al college                               | 13 febbraio 2019 |
| 4  | Smart House                              | Smart Home                               | 13 febbraio 2019 |
| 5  | Chlonathan & Munia & Barsley & Phephanie | Chlonathan & Munia & Barsley & Phephanie | 13 febbraio 2019 |
| 6  | Below                                    | Sotto                                    | 13 febbraio 2019 |